# Fokkesteeg
Fokkesteeg is een wijk van Nieuwegein, in de Nederlandse provincie Utrecht. De wijk heeft 6534 inwoners (2018).
De wijk ligt ingeklemd tussen het park Oudegein in het westen en het Merwedekanaal in het oosten, en grenst verder, met de klok mee aan de wijken; Merwestein, Plettenburg, De Wiers en Zandveld.

## Geschiedenis
De wijk Fokkesteeg is gebouwd eind jaren zeventig en in de jaren tachtig van de twintigste eeuw.
De naam Fokkesteeg heeft echter al een veel oudere betekenis. De naam is namelijk afgeleid van een weg, genaamd de Fokkesteeg. De weg was de oprijlaan vanaf de toenmalige Vaartsche Rijn naar Huis Oudegein. De weg bestaat nog steeds en is grotendeels omgebouwd tot een fietspad.
De wijk is gebouwd in wat voor de bouw de Oude Geinsche Polder heette. Het gebied ten noorden van de Fokkesteeg was voor 1971 onderdeel van de gemeente Jutphaas en het gebied ten zuiden hiervan was onderdeel van de gemeente Vreeswijk. Het gebied was tot 1973 in handen van Jonkheer De Geer van Oudegein.
In Fokkesteeg-Noord is in het begin van de jaren tachtig van de twintigste eeuw, met behulp van de plaatselijke woningbouwvereniging Jutphaas een gemeenschappelijk wonencomplex gebouwd dat de naam Gemeenschappelijk Wonen Nieuwegein draagt. Het is in zijn vorm (op niet-religieuze basis) het grootste van Europa.
Op 27 juni 2011 haalde de wijk het landelijk nieuws door een brand in het verzorgingshuis De Geinsche Hof. Er vielen hierdoor vijftig gewonden, waaronder negen ernstig. De bewoners werden tijdelijk ergens anders ondergebracht.

## Indeling en straatnamen
De wijk wordt verdeeld in Fokkesteeg-Noord en Fokkesteeg-Zuid:
- Fokkesteeg-Noord bestaat uit twee duidelijk te onderscheiden delen:
  - Tussen Merwestein en het fietspad de Fokkesteeg. Straatnamen zijn hier vernoemd naar Nederlandse plaatsen en eindigen op -veste.
  - Tussen het fietspad de Fokkesteeg en de Graaf Florisweg. Straatnamen zijn hier vernoemd naar Nederlandse plaatsen en eindigen op -schans.
- Fokkesteeg-Zuid, tussen de Graaf Florisweg en de Wiersdijk, wat de grens markeert met de wijk Zandveld. Straatnamen zijn hier vernoemd naar Graven en Gravinnen en eindigen op -laan.

## Diversen
Fokkesteeg kent een klein winkelcentrum aan de "Rapenburgerschans" en een sneltramhalte genaamd Fokkesteeg. Grenzend aan het uiterste zuidwesten van de wijk bevindt zich ook nog de sneltramhalte Wiersdijk.

In de wijk was gedurende enige tijd een middelbare school voor havo en vwo gevestigd aan de Kamperveste, het Oosterlicht College. Na een brand in 1993 en een fusie met andere middelbare scholen in Nieuwegein en Vianen betrok de school een nieuw gebouw in de wijk Plettenburg. Het oude schoolgebouw werd gesloopt en vervangen door woningbouw.

De wijk kent verder twee lagere scholen: De Schouw en Jenaplanschool De Zuiderkroon.
Woonwijken: Batau-Noord · Batau-Zuid · Blokhoeve · Doorslag · Fokkesteeg · Galecop · Hoog-Zandveld · Huis de Geer · Jutphaas-Wijkersloot · Lekboulevard · Merwestein · Stadscentrum · Vreeswijk · Zandveld · Zuilenstein

Overige wijken: Het Klooster · Hoge Landen · Laagraven-Liesbosch · Oudegein · Plettenburg · De Wiers

Voormalige gemeenten: Jutphaas · Vreeswijk

Utrecht · Plaatsen in de provincie      Nederland · Provincies · Gemeenten